# Convent de Caputxins (Arenys de Mar)
El Convent de Caputxins és un edifici religiós del municipi d'Arenys de Mar inclòs en l'Inventari del Patrimoni Arquitectònic de Catalunya.
L'església d'una nau amb arcs apuntats, portalada lateral d'accés pel carrer de Santa Maria i una altra portalada a la capçalera, que dona a un jardí. Coberta de teula a dues vessants i un petit campanar. Té unes dependències laterals a sota terrat, antigues dependències al voltant d'un pati-claustre. Aquest convent està situat al fons d'un carrer estret en forma de cul de sac, perpendicular a la riera i al costat de la penya ocupada pels jardins i l'hort del mateix convent.
Al Turó de la Pietat antigament hi havia hagut una ermita, dedicada a la Mare de Déu de la Pietat. El 1579, el mariner Antoni Pasqual feu construir una casa al costat de la capella i fou en ella on s'establiren els caputxins a la seva arribada a Arenys de Mar. El 1618 s'instal·laren provisionalment en ella mentre s'edificava a la Plana el seu convent. El convent fou edificat de nou l'any 1879.